# 이주천 (1930년)
이주천(李柱天, 1930년 ~ 2007년 9월 27일)은 한국과학기술연구원의 초대 원장이었다.
이주천은 서울대 물리학과를 나와 미국 일리노이 주립대학교(어바나 샴페인)에서 고체물리학 박사 학위를 받았다. 그 뒤 캐나다 몬트리얼 대학교에서 교수로 재직 중 3공 시절 박정희 대통령의 해외두뇌 유치정책에 따라 귀국한 해외유치 과학자 1세대 대표적 인사 중 한 사람이다. 
1975년 한국과학기술원(KAIST) 전신인 한국과학원(KAIS) 물리학과 교수로 부임했다. 1981년 한국과학원(KAIS)이 한국과학기술연구원(KIST)과 통합되어 한국과학기술원(KAIST)이 탄생하자 초대 원장을 맡아 KAIST법을 제정해 공포했다. 한국물리학회장을 역임했으며 정년퇴직 후에도 KAIST명예 교수로 한국 물리학 발전에 평생을 바쳤다. 대한민국 과학상·인촌상(학술부문)·성봉물리학상 외에 국민훈장 무궁화장을 받았다. 그는 2007년 9월27일 77세로 별세했다. 
유족은 부인 윤정선씨와 태희(미 메인대 연구원)ㆍ은경ㆍ은미(위스컨신대 교수)씨 등 3남매가 있다. 
| 전임 (초대) | 제1대 한국과학기술원 원장 (KAIST 총장) 1981년 1월 5일 ~ 1982년 1월 8일 | 후임 임관 |